# Essuiles
Essuiles – miejscowość i gmina we Francji, w regionie Hauts-de-France, w departamencie Oise.
Według danych na rok 1990 gminę zamieszkiwało 391 osób, a gęstość zaludnienia wynosiła 29 osób/km² (wśród 2293 gmin Pikardii Essuiles plasuje się na 616. miejscu pod względem liczby ludności, natomiast pod względem powierzchni na miejscu 250.).